# Torre del Barco (Gelida)
La Torre del Barco és una obra racionalista de Gelida (Alt Penedès) protegida com a Bé Cultural d'Interès Local.

## Descripció
Edifici aïllat, de planta baixa i un pis, amb jardí al voltant. Té coberta de teula àrab. Un sòcol de pedra eleva el nivell de la planta baixa. Hi ha terrasses superior i marquesines. Són interessants diversos elements arquitectònics, com les finestres en angle, les portes-finestra en bandera i les baranes de tub. La casa s'inscriu en el llenguatge arquitectònic del racionalisme.

## Història
La Torre del Barco va ser construïda el 1934 per l'arquitecte Antoni Kreps, i constitueix l'única mostra del racionalisme a Gelida. S'insereix en un conjunt d'habitatges d'estiueig.